# (33254) Sundaresakumar
1998 HE30 (asteroide 33254) é um asteroide da cintura principal. Possui uma excentricidade de 0.02233720 e uma inclinação de 4.99899º.
Este asteroide foi descoberto no dia 20 de abril de 1998 por LINEAR em Socorro.